# Leers
 Leers  es una población y comuna francesa, en la región de Norte-Paso de Calais, departamento de Norte, en el distrito de Lille y cantón de Lannoy.

## Demografía
| 5360 | 5848 | 7788 | 8558 | 9627 | 9651 |
| Para los censos de 1962 a 1999 la población legal corresponde a la población sin duplicidades (Fuente: INSEE [Consultar]) |      |      |      |      |      |